# Стен Гелсінг (фільм)
Стен Гелсінг (англ. Stan Helsing) — американська фільм-пародія 2009 року режисера Бо Зенга за участю Леслі Нільсена.

## Сюжет
Мешканці цього містечка давно страждають від нападів монстрів. Протягом багатьох років їх лякають, вбивають… Але ось з'явився він! Всі погляди звернені на нього, з надією люди чекають допомоги від нашого героя. Його прізвище вносить страх і трепет серед лиходіїв — Гелсінг. Його ім'я змушує всіх сміятися — Стен! Його чекає зустріч в нерівній боротьбі зі шістьма найвідомішими екранними маніяками і монстрами сучасності: Шкіряне обличчя, Фредді Крюгер, Пінхед, Чакі, Джейсон, а також з вампірами, зомбі і жуками-вбивцями.

## В ролях
- Стів Хові — Стен Гелсінг
- Діора Берд — Надін
- Дезі Лідік — Міа
- Кенан Томпсон — Тедді
- Леслі Нільсен — Кей

## Фільми, що пародіюються
- Екзорцист (1973)
- Техаська різанина бензопилою (1974)
- Щелепи (1975)
- Гелловін (1978)
- П'ятниця, 13-те (1980)
- Кошмар на вулиці В'язів (1984)
- Повсталий з пекла (1987)
- Дитяча гра (1988)
- Кладовище домашніх тварин (1989)
- У пащі божевілля (1995)
- Крик (1996)
- Відьма з Блер: Курсова з того світу (1999)
- Джиперс Кріперс (2001)
- Дзвінок (2002)
- Пила: Гра на виживання (2004)
- Ван Гелсінг (2004)